# Trần Sở Sinh
Trần Sở Sinh (sinh ngày 25 tháng 7 năm 1981) là một ca sĩ, nghệ sĩ guitar Trung Quốc.

## Đời tư
Trần Sở Sinh sinh ra ở Tam Á, Hải Nam. Gia đình anh gốc ở Phổ Ninh, Quảng Đông. Từ nhỏ, anh đã thích chơi guitar và ca hát. Anh ấy cũng giỏi các môn thể thao như Kungfu, bóng đá và câu cá. Thời trung học, anh chơi và hát ở quán bar gần đó vào cuối tuần. Năm 2000, ở tuổi 19, Trần Sở Sinh chuyển đến Thâm Quyến để khám phá các cơ hội. Bắt đầu với công việc trong một nhà hàng do người thân điều hành, anh sớm tập trung phát triển sự nghiệp ca hát - gặp gỡ các nhạc sĩ cùng thời và biểu diễn cho các câu lạc bộ trong thành phố.

## Sự nghiệp
Với các kỹ năng ca hát được phát triển, Trần Sở Sinh đã có cơ hội tham gia vào một số chương trình và cuộc thi âm nhạc, và được khán giả đánh giá cao. Năm 2001, Trần Sở Sinh đã giành được giải thưởng tiềm năng nhất tại Giải thưởng MTV Asia, được tổ chức tại Thượng Hải. Năm 2003, anh đã được trao tặng danh hiệu quán quân của cuộc thi ca sĩ quán rượu quốc gia, được tổ chức tại Trường Sa, Hồ Nam, và ký hợp đồng với EMI. Năm 2007, anh được trao cúp quán quân "Super Boy" và ký hợp đồng với E.E. Media. Tuy nhiên, anh đã được hủy hợp đồng vào tháng 1 năm 2009 với lý do cá nhân.

### Có ai nói với em rằng《有没有人告诉你》
E.E. Media phát hành 1 album vào tháng 7 2007, 13, với 13 người đứng đầu của chương trình "Super Boy" năm đó, bao gồm single đầu tiên của Trần Sở Sinh Có ai nói với em rằng《有没有人告诉你》.

### Thì ra tôi không bao giờ cô đơn 《原来我一直都不孤单》
Tháng 11 2007, EP đầu tiên Thì ra tôi không bao giờ cô đơn《原来我一直都不孤单》được phát hành, bao gồm các bản chính thức Thì ra tôi không bao giờ cô đơn, Có ai nói với em rằng《有没有人告诉你》 và Kiếm tìm《寻找》, vào thêm vào một số bài mới La La La《啦啦啦》 và một cover Sing của ban nhạc Anh quốc "Travis".

## Tác phẩm

### Albums và EP (đĩa mở rộng)
| Dạng đĩa nhạc   | Thông tin đĩa nhạc                                                                                           | danh sách bản nhạc |
| --------------- | --- | --- |
| EP đầu tiên     | I've Never Been Alone (原来我一直都不孤单) - Phát hành: 5 tháng 11, 2007 - Công ty: EE-Media                 | Danh sách bài hát 1. 寻找 2. Sing 3. La La La 4. 原来我一直都不孤单 5. 有没有人告诉你                                                                            |
| Studio đầu tiên | From Winter to Spring (冬去春来) - Phát hành: 28 tháng 12, 2009 - Công ty: Hoa Nghị Huynh Đệ                 | Danh sách bài hát 1. 一个人唱情歌 2. 我不是我自己 3. 奇幻之旅 4. 某某 5. 离开 6. 想哭 7. 不想长大 8. 无话可说 9. 一个人的好天气 10. 鱼乐圈 11. 明天 12. 且听风吟 |
| EP thứ 2        | Green Surging (绿动) - Phát hành: 12 tháng 6, 2010 - Công ty: Hoa Nghị Huynh Đệ                              | Danh sách bài hát 1. 绿动 2. 她们 3. 想念 |
| Studio thứ 2    | Legend of Shadow (影之传说) - Phát hành: 22 tháng 12, 2010 - Công ty: Hoa Nghị Huynh Đệ                      | Danh sách bài hát 1. 风起时，想你 2. 相忘于江湖 3. 想念 4. 丹书铁契 5. 她们 6. 山楂花 7. 梦中的蔷薇 8. 泾渭 9. 浮光 10. 男孩的梦                                 |
| Studio thứ 3    | Nghiện (癮) - Phát hành:2 tháng 2, 2012 - Công ty: Hoa Nghị Huynh Đệ                                         | Danh sách bài hát 1. 追風箏的孩子 2. 癮 3. 愛情是否依然 4. 阿福 5. 愛那麼自然 6. 橡皮人 7. 顏色 8. 我的女孩 9. 思念一個荒廢的名字 10. 剪刀石頭布                 |
| Studio thứ 4    | I Know You Are Not Far From Me (我知道你離我不遠) - Phát hành: 10 tháng 6, 2013 - Công ty: Hoa Nghị Huynh Đệ | Danh sách bài hát 1. 我知道你離我不遠 2. 擁抱的溫暖 3. 焦點 4. 快樂不過是做你想做的而已 5. 裝睡的人 6. 黃金時代 7. 無知無覺 8. 西湧客棧 9. 菲菲                  |
| Studio thứ 5    | Spy.C (偵探C) - Phát hành: 29 tháng 3, 2017 - Công ty: StreetVoice                                           | Danh sách bài hát 1. 偵探C 2. Nice 3. 先這樣吧 4. 秘密 5. 來來回回 6. 35 7. 辯證關系 8. 怪客 9. 最後我們都一樣 10. 空                                            |
| Studio thứ 6    | Journey to the Light (趨光) - Phát hành: 28 tháng 6, 2019 - Công ty: Universal Music                         | Danh sách bài hát 1. 趨光號 2. 落日旅館 3. 我好想你 4. 離群的鹿 5. 荒廢光年 6. 好久不見 7. 八心八箭 8. 恍惚 9. 再見 10. 你還好嗎                                 |

## Phim ảnh
- Oh My God (2015)
- Forever Young (2018)

## Từ thiện
Một bộ phim ngắn thúc đẩy các hoạt động từ thiện ở Quý Châu, được sản xuất bởi SZTV vào năm 2009, anh đã hát bài hát chủ đề Trẻ em trên núi'《大山的孩子》.

## Link mở rộng
- Weibo Trần Sở Sinh
- Baidu Trần Sở Sinh

Bản mẫu:Hunan Television I Am a Singer Contestants